# Авъл Помпей Вописк
Авъл Помпей Вописк (на латински: Aulus Pompeius Vopiscus; на гръцки: Πομπέϊος Οὐοπεῖσκος) е римски управител (legatus Augusti pro praetore Thraciae) на провинция Тракия по времето на август Антонин Пий в периода 153 – 154 или през 160 г. Произхожда от знатния римски род Помпеи.
Участва в издаването на монетни емисии чрез градските управи на Филипопол (дн. Пловдив), Пауталия (дн. Кюстендил; начало на монетосеченето за града) и Хадрианопол (дн. Едирне).